# Pseudosparna luteolineata
Pseudosparna luteolineata es una especie de escarabajo longicornio del género Pseudosparna, categorizada en la tribu Acanthocinini, de la subfamilia Lamiinae. Fue descrita por Mermudes & Monné en 2009.
Mide 6 mm de longitud. Se distribuye por América del Sur: Ecuador.